# Alan Mowbray
Alan Mowbray, nato Ernest Allen (Londra, 18 agosto 1896 – Hollywood, 25 marzo 1969), è stato un attore britannico.
Lavorò a Hollywood e fu uno dei membri fondatori della Screen Actors Guild.
Morì nel 1969 a 72 anni ed è sepolto all'Holy Cross Cemetery a Culver City, California.

## Filmografia parziale

### Cinema
- The Man in Possession, regia di  (non accreditato) Sam Wood (1931)
- Mani colpevoli (Guilty Hands), regia di W. S. Van Dyke (1931)
- L'artiglio rosa (Honor of the Family), regia di Lloyd Bacon (1931)
- Our Betters, regia di George Cukor (1933)
- Peg del mio cuore (Peg o' My Heart), regia di Robert Z. Leonard (1933)
- La strana realtà di Peter Standish (Berkeley Square), regia di Frank Lloyd (1933)
- Il mondo cambia (The World Changes), regia di Mervyn LeRoy (1933)
- Il museo degli scandali (Roman Scandals), regia di Frank Tuttle (1933)
- A Study in Scarlet, regia di Edwin L. Marin (1933)
- La casa dei Rothschild (The House of Rothschild), regia di Alfred L. Werker (1934)
- E adesso pover'uomo? (Little Man, What Now?), regia di Frank Borzage (1934)
- Pura al cento per cento (The Girl from Missouri), regia di Jack Conway (1934)
- Embarrassing Moments, regia di Edward Laemmle (1934)
- Il nemico invisibile (Charlie Chan in London), regia di Eugene Forde (1934)
- La vita notturna degli dei (Night Life of the Gods), regia di Lowell Sherman (1935)
- Becky Sharp, regia di Rouben Mamoulian (1935)
- L'allegro inganno (The Gay Deception), regia di William Wyler (1935)
- Il domatore di donne (She Couldn't Take It), regia di Tay Garnett (1935)
- La regina di Broadway (In Person), regia di William A. Seiter (1935)
- Rose Marie, regia di W.S. Van Dyke (1936)
- La villa del mistero (Muss 'em Up), regia di Charles Vidor (1936)
- Desiderio (Desire), regia di Frank Borzage (1936)
- La donna fatale (Fatal Lady), regia di Edward Ludwig (1936)
- L'impareggiabile Godfrey (My Man Godfrey), regia di Gregory La Cava (1936)
- Maria di Scozia (Mary of Scotland), regia di John Ford (1936)
- Ragazze innamorate (Ladies in Love), regia di Edward H. Griffith (1936)
- La signora della quinta strada (On the Avenue), regia di Roy Del Ruth (1937)
- Il re e la ballerina (The King and the Chorus Girl), regia di Mervyn LeRoy (1937)
- Matrimonio d'occasione (As Good as Married), regia di Edward Buzzell (1937)
- La via dell'impossibile (Topper), regia di Norman Z. McLeod (1937)
- Modella di lusso (Vogues of 1938), regia di Irving Cummings (1937)
- Ed ora... sposiamoci (Stand-In), regia di Tay Garnett (1937)
- Musica per signora (Music for Madame), regia di John G. Blystone (1937)
- Gioia di vivere (Merrily We Live), regia di Norman Z. McLeod (1938)
- L'amore bussa tre volte (There Goes My Heart), regia di Norman Z. McLeod (1938)
- Viaggio nell'impossibile (Topper Takes a Trip), regia di Norman Z. McLeod (1938)
- Hellzapoppin in Grecia (The Boys from Syracuse), regia di A. Edward Sutherland (1940)
- Il grande ammiraglio (That Hamilton Woman), regia di Alexander Korda (1941)
- Quell'incerto sentimento (That Uncertain Feeling), regia di Ernst Lubitsch (1941)
- Situazione pericolosa (I Wake Up Screaming), regia di H. Bruce Humberstone (1941)
- Maschere di lusso (We Were Dancing), regia di Robert Z. Leonard (1942)
- Un americano a Eton (A Yank at Eton), regia di Norman Taurog (1942)
- La fortuna è bionda (Slightly Dangerous), regia di Wesley Ruggles (1943)
- Una moglie in più (Holy Matrimony), regia di John M. Stahl (1943)
- Le conseguenze di un bacio (His Butler's Sister), regia di Frank Borzage (1943)
- La taverna delle stelle (Stage Door Canteen), regia di Frank Borzage (1943)
- Ragazze indiavolate (The Doughgirls), regia di James V. Kern (1943)
- La parata dell'impossibile (Where Do We Go from Here?), regia di Gregory Ratoff (1945)
- Terrore nella notte (Terror by Night), regia di Roy William Neill (1946)
- Sfida infernale (My Darling Clementine), regia di John Ford (1946)
- Lo sparviero di Londra (Lured), regia di Douglas Sirk (1947)
- Il capitano di Castiglia (Captain from Castile), regia di Henry King (1947)
- Canaglia eroica (The Prince of Thieves), regia di Howard Bretherton (1948)
- Non fidarti di tuo marito (An Innocent Affair), regia di Lloyd Bacon (1948)
- La cara segretaria (My Dear Secretary), regia di Charles Martin (1948)
- Ogni ragazza vuol marito (Every Girl Should Be Married), regia di Don Hartman (1948)
- L'amabile ingenua (The Lovable Cheat), regia di Richard Oswald (1949)
- Sono tua (You're My Everyting), regia di Walter Lang (1949)
- Gianni e Pinotto e l'assassino misterioso (Abbott and Costello Meet the Killer, Boris Karloff), regia di Charles Barton (1949)
- La carovana dei mormoni (Wagon Master), regia di John Ford (1950)
- La fortuna si diverte (The Jackpot), regia di Walter Lang (1950)
- Il bandito di York (The Lady and the Bandit), regia di Ralph Murphy (1951)
- Il tesoro del fiume sacro (Crosswinds), regia di Lewis R. Foster (1951)
- Androclo e il leone (Androcles and the Lion), regia di Chester Erskine (1952)
- Il pirata Barbanera (Blackbeard, the Pirate), regia di Raoul Walsh (1952)
- Il ladro del re (The King's Thief), regia di Robert Z. Leonard (1956)
- L'uomo che sapeva troppo (The Man Who Knew Too Much), regia di Alfred Hitchcock (1956)
- Il re ed io (The King and I), regia di Walter Lang (1956)
- Il giro del mondo in 80 giorni (Around the World in Eighty Days), regia di Michael Anderson (1956)
- Il molto onorevole ministro (A Majority of One), regia di Mervyn LeRoy (1961)

### Televisione
- Mickey Rooney Show (The Mickey Rooney Show) – serie TV, episodio 1x01 (1954)
- Crossroads – serie TV, episodio 2x14 (1957)
- Maverick – serie TV, episodio 3x25 (1960)
- The Investigators – serie TV, episodio 1x05 (1961)
- Whispering Smith – serie TV, episodio 1x17 (1961)
- La legge di Burke (Burke's Law) – serie TV, episodio 2x05 (1964)
- Mr. Roberts (Mister Roberts) – serie TV, episodi 1x20-1x26 (1966)

## Doppiatori italiani
- Carlo Romano in Sfida infernale, Il giro del mondo in 80 giorni, La fortuna si diverte
- Amilcare Pettinelli in L'impareggiabile Godfrey, La carovana dei mormoni
- Sandro Ruffini in Maria di Scozia
- Stefano Sibaldi in Un americano a Eton
- Olinto Cristina in Il capitano di Castiglia
- Corrado Racca in Gianni e Pinotto e l'assassino misterioso
- Manlio Busoni in L'uomo che sapeva troppo
- Pino Locchi in Terrore nella notte
- Giorgio Lopez in Ed ora... sposiamoci! (ridoppiaggio)